# بنزامیل
بنزامیل (به انگلیسی: Benzamil) با فرمول شیمیایی C۱۳H۱۴ClN۷O یک ترکیب شیمیایی با شناسه پاب‌کم ۱۰۸۱۰۷ است. که جرم مولی آن ۳۱۹٫۷۵ g/mol می‌باشد. 